# Liste des monuments historiques de Carpentras
Ce tableau présente la liste de tous les monuments historiques classés ou inscrits dans la ville de Carpentras, Vaucluse, en France.

## Liste
| Monument | Adresse                       | Coordonnées                      | Notice         | Protection  | Date              | Illustration |
| --- | ----------------------------- | -------------------------------- | -------------- | ----------- | ----------------- | --- |
| Aqueduc de Carpentras | 436-448 Avenue Jean Moulin    | 44° 03′ 36″ nord, 5° 03′ 31″ est | « PA00081995 » | classement  | 17 décembre 1947  | Aqueduc de Carpentras |
| Arc romain de Carpentras dans l'enceinte du Palais de Justice                                                                      |                               | 44° 03′ 16″ nord, 5° 02′ 51″ est | « PA00081996 » | classement  | 1840              | Arc romain de Carpentras dans l'enceinte du Palais de Justice                                                                     |
| Beffroi de Carpentras |                               | 44° 03′ 20″ nord, 5° 02′ 51″ est | « PA00081997 » | classement  | 13 mai 1987       | Beffroi de Carpentras |
| Ancien couvent de la Visitation Sainte-Marie de Carpentras décor intérieur                                                         |                               | 44° 03′ 21″ nord, 5° 02′ 47″ est | « PA00081998 » | classement  | 28 avril 2004     | Ancien couvent de la Visitation Sainte-Marie de Carpentrasdécor intérieur                                                         |
| Chapelle Saint-Martin-de-Serres de Carpentras (ancienne) élévation                                                                 |                               | 44° 05′ 16″ nord, 5° 03′ 14″ est | « PA00081999 » | inscription | 2 mars 1971       | Chapelle Saint-Martin-de-Serres de Carpentras (ancienne)élévation                                                                 |
| Château du Martinet de Carpentras                                                                                                  |                               | 44° 03′ 43″ nord, 5° 05′ 22″ est | « PA00082000 » | inscription | 31 mai 1945       | Château du Martinet de Carpentras                                                                                                 |
| Collège de garçons de Carpentras chapelle                                                                                          |                               | 44° 03′ 13″ nord, 5° 02′ 49″ est | « PA00082001 » | classement  | 15 juin 1926      | Collège de garçons de Carpentraschapelle                                                                                          |
| Couvent des Dominicains de Carpentras (ancien) église, chœur                                                                       |                               | 44° 03′ 10″ nord, 5° 02′ 55″ est | « PA00082002 » | inscription | 9 juin 1932       | Couvent des Dominicains de Carpentras (ancien)église, chœur                                                                       |
| Église Saint-Siffrein de Carpentras, ou ancienne cathédrale église                                                                 |                               | 44° 03′ 15″ nord, 5° 02′ 52″ est | « PA00082003 » | classement  | 1840              | Église Saint-Siffrein de Carpentras, ou ancienne cathédraleéglise                                                                 |
| Fontaine boulevard du Nord de Carpentras                                                                                           |                               | 44° 03′ 26″ nord, 5° 02′ 53″ est | « PA00082004 » | inscription | 28 octobre 1949   | Fontaine boulevard du Nord de Carpentras                                                                                          |
| Hôtel Chabrol de Carpentras escalier, rampe d'appui                                                                                | Rue des Saintes-Mariés        | 44° 03′ 21″ nord, 5° 02′ 49″ est | « PA00082005 » | inscription | 28 octobre 1949   | Hôtel Chabrol de Carpentrasescalier, rampe d'appui                                                                                |
| Hôtel-Dieu de Carpentras |                               | 44° 03′ 05″ nord, 5° 02′ 53″ est | « PA00082006 » | classement  | 1862              | Hôtel-Dieu de Carpentras |
| Hôtel Poupardin de Carpentras dit Maison du Prélat maison, salon, élévation, escalier, toiture, décor intérieur                    | 18 rue de la Monnaie          | 44° 03′ 20″ nord, 5° 02′ 56″ est | « PA00082007 » | inscription | 30 mars 1978      | Hôtel Poupardin de Carpentras dit Maison du Prélatmaison, salon, élévation, escalier, toiture, décor intérieur                    |
| Immeuble 65, place du Général-de-Gaulle de Carpentras élévation, toiture, enseigne                                                 | 65 place du Général-de-Gaulle | 44° 03′ 17″ nord, 5° 02′ 49″ est | « PA00082008 » | inscription | 21 février 1989   | Immeuble 65, place du Général-de-Gaulle de Carpentrasélévation, toiture, enseigne                                                 |
| Immeuble rue de la Porte-de-Monteux de Carpentras porte, vantail                                                                   | rue de la Porte-de-Monteux    | 44° 03′ 17″ nord, 5° 02′ 43″ est | « PA00082009 » | inscription | 28 octobre 1949   | Immeuble rue de la Porte-de-Monteux de Carpentrasporte, vantail                                                                   |
| Maison à cariatides rue des Marins de Carpentras porte, balcon, élévation                                                          | rue des Marins                | 44° 03′ 13″ nord, 5° 02′ 58″ est | « PA00082010 » | inscription | 28 octobre 1949   | Maison à cariatides rue des Marins de Carpentrasporte, balcon, élévation                                                          |
| Palais épiscopal de Carpentras (ancien)                                                                                            |                               | 44° 03′ 16″ nord, 5° 02′ 50″ est | « PA00082011 » | classement  | 1862              | Palais épiscopal de Carpentras (ancien)                                                                                           |
| Porte d'Orange de Carpentras |                               | 44° 03′ 24″ nord, 5° 02′ 49″ est | « PA00082012 » | classement  | 1er août 1896     | Porte d'Orange de Carpentras |
| Sous-préfecture de Carpentras escalier, salon, élévation, toiture, décor intérieur                                                 |                               | 44° 03′ 18″ nord, 5° 03′ 00″ est | « PA00082013 » | inscription | 18 juin 1987      | Sous-préfecture de Carpentrasescalier, salon, élévation, toiture, décor intérieur                                                 |
| Synagogue de Carpentras |                               | 44° 03′ 19″ nord, 5° 02′ 55″ est | « PA00082014 » | classement  | 22 février 1924   | Synagogue de Carpentras |
| Ancien hôtel Thomas-de-la-Valette de Carpentras dit aussi ancien hôtel du Comte de Modène ou ancien hôtel de Jocas décor intérieur |                               | 44° 03′ 13″ nord, 5° 02′ 54″ est | « PA00135630 » | classement  | 12 octobre 1995   | Ancien hôtel Thomas-de-la-Valette de Carpentras dit aussi ancien hôtel du Comte de Modène ou ancien hôtel de Jocasdécor intérieur |
| Ancienne chapelle des Pénitents noirs de Carpentras sacristie, décor intérieur                                                     |                               | 44° 03′ 15″ nord, 5° 02′ 55″ est | « PA84000010 » | inscription | 17 septembre 1997 | Ancienne chapelle des Pénitents noirs de Carpentrassacristie, décor intérieur                                                     |
| Campagne de Bacchus de Carpentras décor intérieur                                                                                  | Chemin de Bacchus             | 44° 05′ 15″ nord, 5° 05′ 11″ est | « PA84000035 » | inscription | 4 juillet 2003    | Campagne de Bacchus de Carpentrasdécor intérieur                                                                                  |
| Graineterie Roux de Carpentras |                               | 44° 03′ 01″ nord, 5° 02′ 34″ est | « PA84000045 » | inscription | 9 septembre 2005  | Graineterie Roux de Carpentras |
| Cimetière juif de Carpentras |                               | 44° 03′ 42″ nord, 5° 03′ 29″ est | « PA84000047 » | inscription | 17 avril 2007     | Cimetière juif de Carpentras |